# Zughra
Zughra (arab. زوغرة) – wieś w Syrii, w muhafazie Aleppo, w dystrykcie Dżarabulus. W 2004 roku liczyła 144 mieszkańców.